# Небоцько
Небоцько (пол. Niebocko) — село на Закерзонні (тепер — у гміні Дидня Березівського повіту Польщі). Населення — 1596 осіб (2011).

## Історія
Село знаходиться на заході Надсяння, де внаслідок примусового закриття церков у 1593 р. українці зазнали латинізації та полонізації. Небоцько до 1801  р. належало до парафії Грабівка Сяніцького деканату Перемишльської єпархії, опісля — до парафії Ялин того ж деканату. 
На 1880 р. в селі було 730 римокатоликів і 126 грекокатоликів.
На 1936 р. рештки українського населення в кількості 25 осіб належали до греко-католицької парафії Ялин Сяніцького деканату Апостольської адміністрації Лемківщини.
У 1975-1998 роках село належало до Кросненського воєводства.

## Демографія
Демографічна структура станом на 31 березня 2011 року:
|          | Загалом | Допрацездатний вік | Працездатний вік | Постпрацездатний вік |
| -------- | ------- | ------------------ | ---------------- | -------------------- |
| Чоловіки | 806     | 198                | 544              | 64                   |
| Жінки    | 790     | 193                | 463              | 134                  |
| Разом    | 1596    | 391                | 1007             | 198                  |